# Philip Kocienski
Philip Joseph Kocienski (* 1946 in Troy, New York) ist ein US-amerikanischer Chemiker und emeritierter Professor der University of Leeds, Großbritannien.

## Leben
Philip Kocienskis Interesse an der organischen Chemie wurde während seines Grundstudiums an der Northwestern University (Illinois) geweckt. An der Brown University in Providence (Rhode Island) erlangte er 1971 sein Ph.D. unter Anleitung seines Doktorvaters Joseph Ciabattoni. Er arbeitete mit George Büchi am Massachusetts Institute of Technology und später mit Basil Lythgoe an der Leeds University in Großbritannien.
Ab 1979 lehrte er als Brotherton Research Lecturer an der University of Leeds. 1985 folgte die Professur an der University of Southampton; 1990 übernahm er die Glaxo-Professur für Chemie an gleicher Stelle. 1997 wurde er als Regius Professor of Chemistry an die University of Glasgow berufen. 2000 folgte er dem Ruf nach Leeds, wo er die Leitung des Instituts für organische Chemie bis zu seiner Emeritierung übernahm.

## Forschung
Kocienskis Beiträge zur Chemie umfassen die Erforschung neuer organometallischer Synthesen und der Anwendung synthetischer Methoden zur Herstellung komplexer Naturprodukte. Schon die frühen Arbeiten mit Basil Lythgoe über die Stereochemie der Julia-Olefinierung unterstützte die Wichtigkeit dieser Reaktionen für die organische Chemie. Nach Kocienski ist die Julia-Kocienski-Olefinierung benannt, einer Variante der Julia-Olefinierung. Seine wichtigsten Beiträge finden sich in der Synsthese von metallischen Enolethern (Lithium, Kupfer und Nickel) und deren Bedeutung in der Synthese natürlicher Regentien mit biologischer Signifikanz. Seine vollständige Synthese des Insektentoxins Pederin sowie die Arbeiten zum Immunsuppressivum FK 506 verhalfen ihm zu dem Ruf einer der führenden organischen Chemiker seiner Zeit zu sein. Weitere Arbeiten von Korcienski befassen sich mit der Synthese von Vitaminen und Antibiotika, Fungiziden, antiviralen und tumorhemmenden Wirkstoffen sowie Enzym-Inhibitoren.

## Ehrungen
1984 gewann er die Hickinbottom Fellowship der Royal Society of Chemistry und 1997 wurde er zum Fellow der Royal Society gewählt.

## Schriften

### Bücher
- 1994, Protecting Groups, Thieme foundations of organic chemistry series.

### Artikel
- 1999 On the Julia alkenylation reaction in vitamin D synthesis : isolation of four geometrical isomers of vitamin D4 (mit P. R. Blakmore; P. Grzywacz; Stanisław Marczak und Jerzy Wicha)